# Zalambdalestes
Zalambdalestes es un género extinto de mamíferos placentario del Cretáceo de Mongolia. Zalambdalestes era un animal parecido a una musaraña con una nariz larga, dientes afilados, un cerebro pequeño y ojos grandes. 

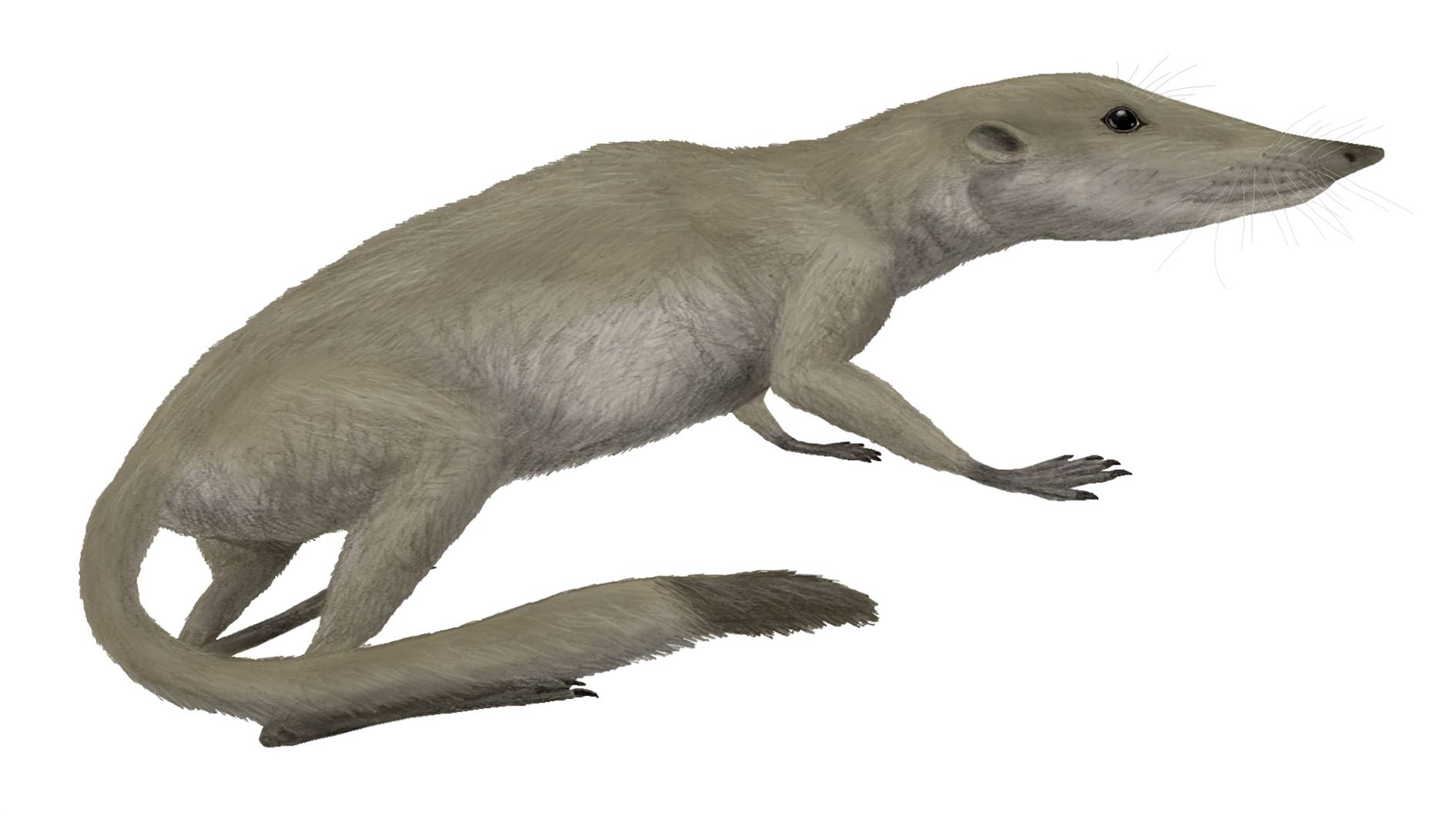
Recreación de Zalambdalestes lechei

Tenía patas delanteras fuertes, pero sus patas traseras eran inútiles para trepar. Su dieta estaba compuesta de insectos que cazaba en el bosque usando sus afilados dientes.
Tenía 25 centímetros de longitud y tenía el aspecto de una musaraña elefante.